# Leggenda di Liangzhu

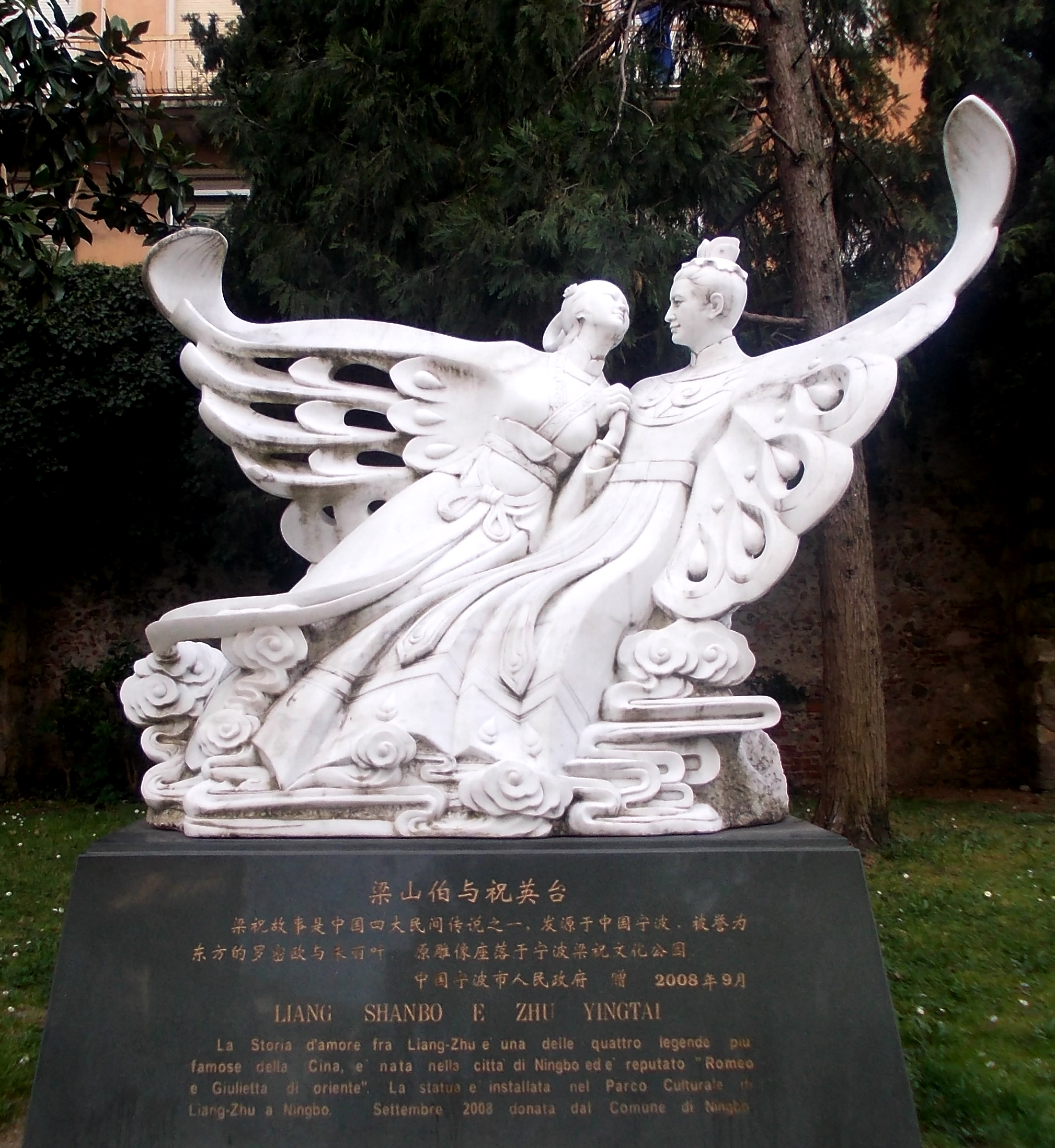
Monumento raffigurante Liang Shanbo e Zhu Yingtai vicino alla tomba di Giulietta a Verona

La leggenda di Liang Shanbo e Zhu Yingtai (梁山伯與祝英臺S, Liáng Shānbó yǔ Zhù YīngtáiP), spesso abbreviato in Liang-Zhu (梁祝S) è una nota fiaba popolare cinese.
Il titolo è composto dai cognomi degli amanti, Liang Shanbo (梁山伯) e Zhu Yingtai (祝英台). La storia è una delle quattro principali leggende popolari cinesi (四大民間故事S, Pinyin Sì dà mínjiān gùshiP), le altre sono la Leggenda del serpente bianco, Meng Jiang Nü e Il pastore e la tessitrice, ed è, insieme a queste, nella lista del patrimonio culturale immateriale della Repubblica Popolare Cinese.

## Leggenda
La leggenda di Liang Shanbo e Zhu Yingtai è ambientata durante la dinastia Jin orientale (266–420 d.C.).
Zhu Yingtai è la nona figlia e unica femmina della ricca famiglia Zhu di Shangyu, nello Zhejiang. Contrariamente alla tradizione che sconsigliava alle donne di intraprendere studi accademici, la ragazza sogna di continuare gli studi. L'unico modo per convincere i genitori del suo piano è presentarsi loro travestita da uomo, dimostrando così di poter nascondere la sua identità femminile. Quando le fu concesso il permesso di frequentare la scuola, partì per Hangzhou. Lì incontra Liang Shanbo, uno studente di Kuaiji (l'odierna Shaoxing). Parlano e presto tra loro nasce una profonda amicizia. Su un ponte giurano di restare insieme per sempre e di diventare fratelli di sangue. Durante i tre anni di scuola, Zhu si innamora di Liang. Tuttavia, non si accorge che Zhu è una donna travestita da uomo.
Un giorno, Zhu riceve una lettera da suo padre, che le chiede di tornare a casa il prima possibile. Non ha altra scelta che preparare immediatamente le sue cose e salutare Liang. Tuttavia, in cuor suo, ha già confessato il suo amore per Liang ed è determinata a stare con lui per l'eternità. Prima di partire, rivela la sua vera identità alla moglie del preside e le chiede di consegnare a Liang un ciondolo di giada come dono di fidanzamento.
Liang accompagna il suo “fratello giurato” per 18 miglia. Durante il viaggio, Zhu fa intendere a Liang che in realtà è una donna. Ad esempio, li paragona a una coppia di anatre mandarine (simbolo degli amanti nella cultura cinese), ma Liang non coglie le sue allusioni e non ha nemmeno il minimo sospetto che la sua compagna sia una donna travestita. Zhu ha finalmente un'idea e dice a Liang che si offre di presentargli sua "sorella", che potrebbe sposare. Prima di separarsi, Zhu insiste affinché un giorno Liang vada a trovarla a casa sua, così da poterle chiedere di sposare sua "sorella". Liang e Zhu si separano a malincuore al padiglione Changting.
Qualche mese dopo, quando Liang fa visita a Zhu, scopre effettivamente una donna e si rende conto con delusione di aver perso tempo. Finalmente il loro amore può essere espresso apertamente. Sono appassionatamente devoti l'uno all'altra, tanto che giurano di amarsi finché morte non li separi.
La gioia del loro ricongiungimento è di breve durata, poiché i genitori di Zhu hanno già combinato il suo matrimonio con un ricco mercante, Ma Wencai. Liang è affranto quando apprende la notizia, la sua salute peggiora gradualmente fino a diventare gravemente malato e muore pochi giorni dopo per una crisi cardiaca.
Il giorno delle nozze, Zhu viaggia in barca verso la casa del suo futuro marito, ma mentre la barca passa davanti al luogo di riposo di Liang, scoppia una misteriosa tempesta, che impedisce al corteo funebre di proseguire. Quando Zhu scopre che si tratta della tomba di Liang, crolla disperata e implora che la tomba venga aperta. All'improvviso, il terreno si squarcia con un boato assordante. Senza ulteriori esitazioni, Zhu salta nel buco spalancato per raggiungere Liang. Poi appaiono due farfalle che volano via dalla tomba e svolazzano insieme verso l'infinito. Queste farfalle vengono interpretate come le anime rinascenti degli innamorati, da cui il titolo inglese Butterfly Lovers.

## Resoconti storici
La prima testimonianza della leggenda può essere fatta risalire alla tarda dinastia Tang. Nello Shidao Sifan Zhi (十道四蕃志S), l'autore Liang Zaiyan (梁載言S) scrive:
Nello Xuan Shizhi (宣室志S), l'autore Zhang Du (張讀S) scrive:
La leggenda è stata registrata anche in vari documenti ufficiali come Yinxian Zhi (鄞縣志S), Ningbofu Zhi (寧波府志S) e Yixing Jingxi Xinzhi (宜興荊溪新志S).

## Parco culturale Liang-Zhu
Il Parco Culturale Liang-Zhu, situato a Ningbo, ha come tema principale la leggenda dell'amore tra Liang e Zhu. Adiacente al fiume Yuyao, con una superficie di 300 mu, il Parco Culturale Liang-Zhu presenta molteplici scenari, tra cui "Diventare fratelli giurati sul ponte di paglia", "Compagni di classe per tre anni", "18 miglia di saluto", "Addio nella torre" e "Riunione degli amanti delle farfalle", secondo la trama principale della storia di Liang Shanbo e Zhu Yingtai. La disposizione dell'antico stile architettonico cinese del corso inferiore del fiume Yangtze, come chioschi, padiglioni, piattaforme e torri, è stata adottata in contrapposizione alle montagne e alle acque, realizzando uno splendido effetto di paesaggi diversi, montagne su montagne e giardini su giardini.

## Tempio di Liang Shanbo
Nel 347, la popolazione locale rese omaggio alla memoria di Liang Shanbo costruendo un tempio in suo nome. Liang Shanbo, all'epoca funzionario, aveva dato un contributo significativo alla soluzione dei problemi legati alle inondazioni del fiume, che causavano terribili inondazioni.
Situato nel villaggio di Shaojiadu, nella città di Gaoqiao, a cinque miglia a ovest della città di Ningbo, il Tempio di Liang Shanbo è costruito con una statua della coppia seduta, con Zhu Yingtai, vestito con una corona di fenice e un mantello ricamato, seduto alla destra di Liang Shanbo. La sala posteriore è la loro camera da letto con un letto di legno vermiglio, dietro il quale si trova la tomba della coppia. Gli abitanti di Ningbo tendono a venerare il tempio per la beatitudine dell'amore eterno delle coppie. Il Parco Culturale Liang-Zhu a Ningbo fu costruito dagli abitanti del posto, con la storia d'amore come tema principale. La "Tomba Liang-Zhu" (梁祝塚S), il "Tempio Liang Shanbo" (梁山伯廟S), il "Ponte Marito e Moglie" (夫妻橋S) e Qin Gong (寢宮S) sono ufficialmente riconosciuti dall'Associazione culturale cinese Liang-Zhu come siti culturalmente significativi per la nascita della leggenda.

## Festival della cultura amorosa sino-italiana
Il festival della cultura amorosa sino-italiana si è tenuto mercoledì 24 settembre 2008 nella città di Verona, con il patrocinio delle amministrazioni comunali di Verona e Ningbo. Verona è la città natale letteraria di Romeo e Giulietta, i personaggi principali della famosa opera di Shakespeare. Ningbo è l'ambientazione della tragedia romantica classica cinese Liang-Zhu. Liang Shanbo e Zhu Yingtai sono anche conosciuti come i Romeo e Giulietta cinesi. Una statua in marmo bianco raffigurante Liang Shanbo e Zhu Yingtai, i due amanti che alla fine si trasformarono in farfalle, è stata collocata nella piazza antistante il Museo di Giulietta, nel centro di Verona, durante il festival. Quindici coppie di Ningbo in costumi in stile cinese hanno celebrato un romantico matrimonio a Verona, con la benedizione della gente del posto. Ningbo e Verona sono diventate città gemellate nell'ottobre 2005. Una delegazione di Verona ha visitato Ningbo nel 2007 e ha donato alla città una statua in bronzo di Giulietta.

## Adattamenti
La leggenda è stata adattata nell'opera tradizionale cinese in diverse varianti locali, come Liang Zhu nell'opera Yue e All'ombra del salice (柳蔭記S) nell'opera del Sichuan. La versione dell'opera Yue è stata trasformata in un film a colori in Cina nel 1954. Le riprese hanno avuto luogo nella leggendaria città natale di Zhu, Shangyu.

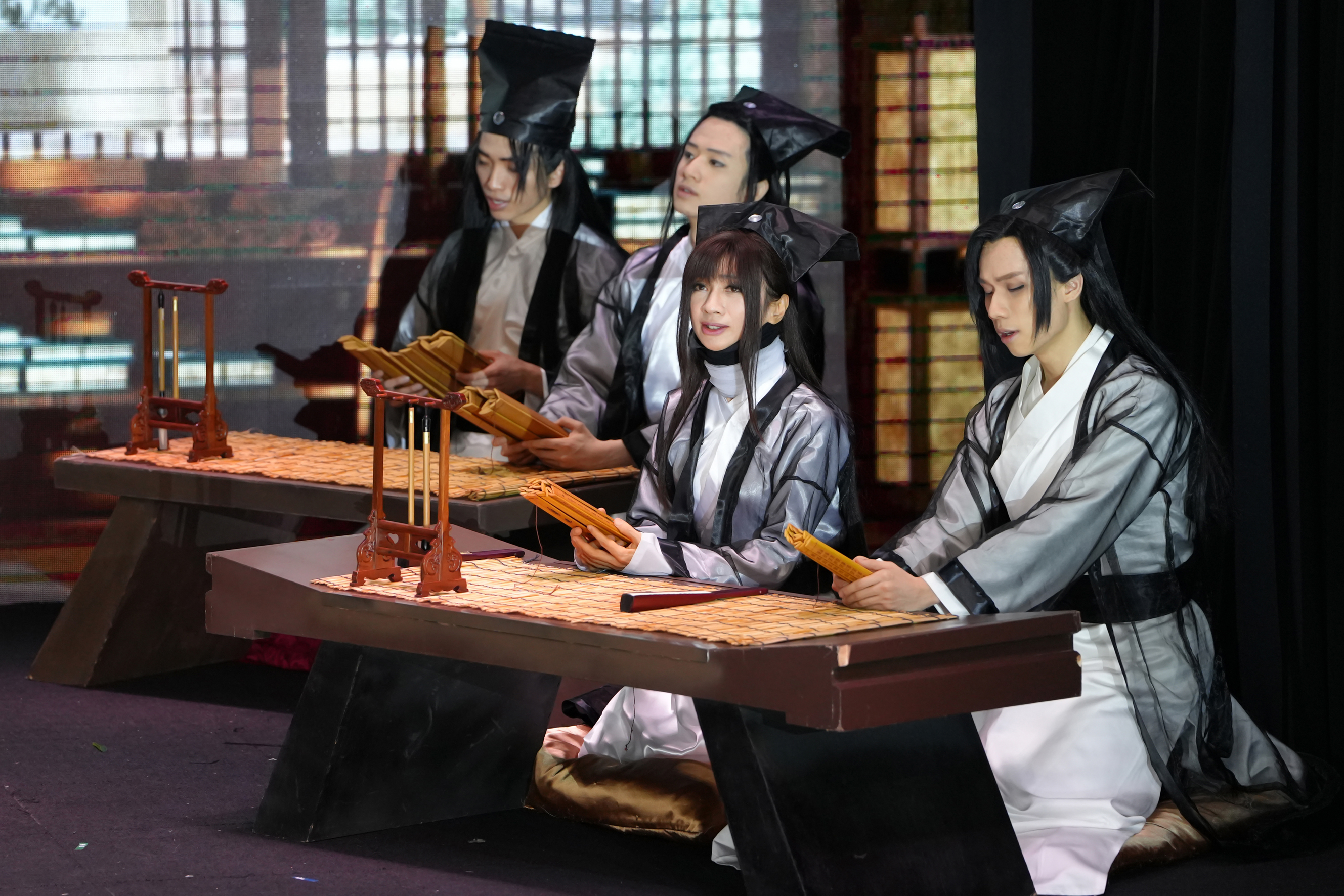
Adattamento teatrale del Symphony Theatre, con Jessie Chung e Paul Lee

Basandosi sulla storia d'amore, lo Studio Shaw ha anche prodotto The Love Eterne, un film nell'opera Huangmei diretto da Li Han-hsiang nel 1962, in cui entrambi i ruoli principali erano interpretati da donne, con Ivy Ling Po e Betty Loh Ti. Questa versione è diventata un classico, è stata votata come il miglior film di Hong Kong nel 2008 e, secondo la sua stessa dichiarazione, ha influenzato il regista Ang Lee, anche nel suo film La tigre e il dragone.
La fiaba popolare è stata nuovamente filmata ad Hong Kong nel 1994 (con il titolo Liang Zhu o The Lovers) e nel 2008 (con il titolo Wu xia Liang Zhu o The Assassin's Blade) e trasformata in un film d'animazione nel 2004.
Nel 1958, Chen Gang e He Zhanhao composero un concerto per violino basato sul racconto di Liang Shanbo e Zhu Yingtai, che divenne famoso con il titolo Concerto per violino degli amanti delle farfalle.
Nel 2023, Jessie Chung e Paul Lee hanno recitato in un adattamento teatrale. La produzione è stata realizzata dal Malaysian Symphony Theatre, che ha riunito un team internazionale di 35 talenti provenienti da Taiwan, Stati Uniti, Australia e Malesia per realizzare questo colossale spettacolo.